# 16507 Fuuren
16507 Fuuren este un asteroid din centura principală de asteroizi.

## Descriere
16507 Fuuren este un asteroid din centura principală de asteroizi. A fost descoperit pe 24 octombrie 1990 la Kitami de Kin Endate și Kazuro Watanabe. Asteroidul prezintă o orbită caracterizată de o semiaxă mare de 3,02 ua, o excentricitate de 0,12 și o înclinație de 11,2° în raport cu ecliptica.